# Astroboa granulatus
Astroboa granulatus är en ormstjärneart som först beskrevs av Hubert Lyman Clark 1938.  Astroboa granulatus ingår i släktet Astroboa och familjen medusahuvuden. Inga underarter finns listade i Catalogue of Life.

## Bildgalleri

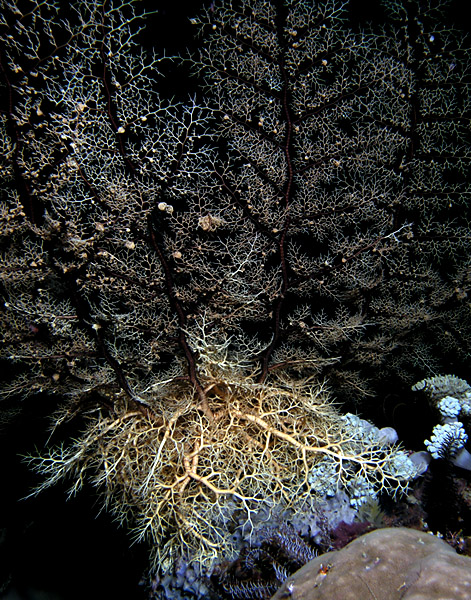